# Блохина, Лидия Васильевна
Лидия Васильевна Блохина (1 декабря 1954, Кизляр, Дагестанская АССР, СССР) — российский общественный деятель, инженер-механик.

## Биография
В 1976 году окончила Дагестанский политехнический институт. Работала начальником отдела внедрения передовых технологий Министерства жилищно-коммунального хозяйства (1976—1989), инженером по гарантии Волжского автомобильного завода (1989—1996), с 1997 г. Генеральный директор ЗАО «Лада».
Активный участник женского движения, основательница благотворительного фонда «Искусство и женский стиль». Председатель исполкома Конфедерации деловых женщин России (с 2002 г.), основатель (2004) и президент общественной организации «Международный общественно-экономический союз (женщин)». Президент координационного совета общественной организации содействия развитию женского спорта и туризма «Автоледи России», член совета Фонда содействия развитию спорта и медицины имени Героя России генерал-полковника А. А. Романова.
Член Комиссии Общественной Палаты РФ по международному сотрудничеству и общественной дипломатии.

## Награды
Награждена золотой медалью Фонда Мира, медалью «В память 850-летия Москвы», нагрудным знаком «За отличие в службе ВВ МВД России».